# بريندا دونكان
بريندا دونكان (23 أكتوبر 1932 - ) (بالإنجليزية: Brenda Duncan)‏ هي لاعبة كريكت نيوزلندية. شاركت مع منتخب نيوزيلندا الوطني للكريكت.

## وصلات خارجية
- بريندا دونكان على موقع إي آس بي آن كريك إنفو (الإنجليزية)